# Sruwi
Sruwi is een bestuurslaag in het regentschap Pasuruan van de provincie Oost-Java, Indonesië. Sruwi telt 2197 inwoners (volkstelling 2010).